# Sumatra-Erdbeben vom März 2007

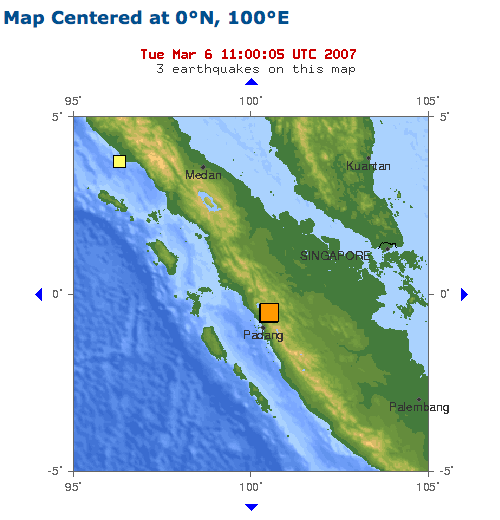
Karte der beiden Erdbeben am 6. März 2007 in Padang, Indonesien

Die Sumatra-Erdbeben vom März 2007 waren zwei starke Erdbeben, die sich am 6. März 2007 innerhalb von zwei Stunden am nördlichen Ende des Lake Singkarak auf Sumatra ereigneten.

## Erdbeben
Das erste Beben ereignete sich um 10:49 Uhr Ortszeit (UTC+7) und erreicht MW = 6,4 auf der Momenten-Magnituden-Skala. Das zweite Beben um 12.49 Uhr Ortszeit hatte eine Stärke von MW = 6,3. Die Auswirkungen der Beben wurden bis nach Singapur und Malaysia gespürt, was dort die Evakuierung von einigen Gebäuden veranlasste.

## Auswirkungen
Im Westen Sumatras wurden in zahlreichen Orten und Siedlungen über 60 Personen getötet und 460 ernsthaft verletzt. Über 43.000 Häuser wurden beschädigt, mehr als 12.000 davon schwer. Die schweren Sachschäden betrafen auch andere Bauwerke: 130 öffentliche Einrichtungen, 310 Moscheen, 60 Verwaltungsgebäude der Regierung, 370 Schulen und 230 Läden. Laut Gouverneur von West Sumatra ist Agam das am stärksten betroffene Gebiet, wobei auch andere Gebiete, wie etwa Solok und Tanah Datar schwer getroffen wurden. Der gesamte Sachschaden wird auf ungefähr 1,4 Billionen Indonesische Rupien (etwa 160 Millionen US-Dollar) geschätzt.

## Tektonische Zusammenfassung
Das Erdbeben vom 6. März 2007 ereignete sich in einem 1900 km langen Streifen, der parallel zur südwestlichen Küste der Insel Sumatra verläuft. In dem Gebiet, in dem das Erdbeben sein Epizentrum hatte, beträgt die jährliche Bewegungsrate etwa 20 mm. Zwei frühere Erdbeben, die sich am 28. Juni 1926 innerhalb von drei Stunden ereigneten und deren Magnituden 6,1 und 6,3 betrugen, ereigneten sich an gleicher Stelle. Am 8. und 9. Juni 1943 hatten zwei Erdbeben innerhalb von sieben Stunden mit Magnituden von 7,2 und 7,5 und Epizentren direkt südöstlich des Epizentrums des Erdbebens vom 6. März, das mit einer Magnitude von 7,5 zu den stärksten Erdbeben am Sundagraben seit dem späten 19. Jahrhundert gehört.
Die Tektonik der westlichen Mitte Sumatras wird durch die Nordwärtsbewegung der Australischen Platte von jährlich 50 mm bestimmt. Die Plattengrenze verläuft in etwa entlang des Sundagrabens, aber die Zone, in der Deformationen auftreten, erstreckt sich über hunderte von Kilometern vom Graben entfernt. Die Bewegung rechtwinklig zur Plattengrenze wird dadurch kompensiert, dass die Australische Platte unter Sumatra abgleitet. Im Westen Javas werden durch Geschiebe der Verwerfungen bis in eine Tiefe von mehr als 200 Kilometern seismische Aktivitäten registriert. Diese Bewegung schiebt Sumatra etwas nach Osten. Die Komponente der relativen Plattenbewegung parallel zur Plattengrenze verursacht Scherbrüche entlang der Sumatra-Verwerfung, die etwa 300 km vom Sundagraben entfernt liegt.